# 干貝

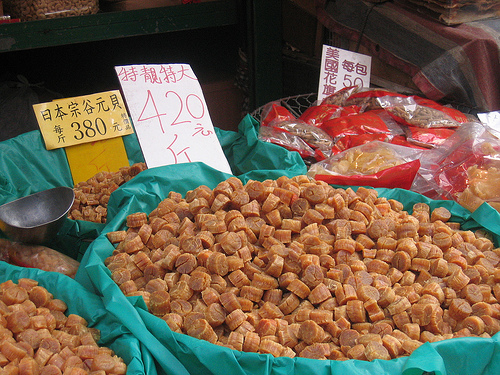
干貝

干貝（かんはい）または乾貝（中国語 ガンペイ gānbèi、広東語 コンプイ）は、干し貝柱のこと。ホタテガイ、イタヤガイ、タイラギなどの貝柱をゆでてから、天日干しした乾物の一種。中国料理によく用いられる食材の一つ。干し貝（ほしがい）と呼ばれることも。

## 用途
水やぬるま湯につけるか、水につけたまま蒸してもどし、戻した水も良い出汁となっているので、余さずに使われる。ほぐしてから炒め物や煮込み料理に使う。中華風の粥にもしばしば使われる。XO醤のような調味料としても用いられる。